# Ultraman Cosmos
Ultraman Cosmos (Urutoraman Cosumosu) es la 15.ª Serie de Ultraman.
Esta serie cumple 35 años de Ultraman, y se decidió hacer un Ultra más gentil, ya que ese año el mundo estaba en tiempos de guerra y sería muy deprimente mostrar más violencia en tiempos oscuros. 
La serie muestra a Musashi Haruno, perteneciente al Team EYES, que es el Host de Ultraman Cosmos, un nuevo Ultra de Nebula M-78. Este Ultra no actúa instantáneamente, trata de razonar con los monstruos, pero viendo que no, entra en combate.
Cosmos, al igual que Tiga y Dyna, tiene varias modalidades, tales como: Modo Luna, que muestra su lado gentil y amable, Modo Corona, que muestra su lado agresivo y violento, y el Modo Eclipse, que muestra su lado poderoso y fuerte.
También aparece en la serie (y en las películas) Ultraman Justice, que tiene como Host a Juli, la primera mujer en ser Host de un Ultra, combate junto a Cosmos. En una película, Cosmos y Justice hacen la primera fusión entre Ultras, formando así a Ultraman Legend.
| Predecesor: Ultraman Gaia | Ultraseries 2001 | Sucesor: Ultraman Nexus |

- Datos: Q3269226